# Gerald Muirhead
Pour les articles homonymes, voir Muirhead.
Gerald Stanley Muirhead  (8 avril 1931-23 mai 2020) est un fermier et un homme politique provincial canadien de la Saskatchewan. Il représente la circonscription d'Arm River à titre de député du Parti progressiste-conservateur de la Saskatchewan de 1978 à 1995.

## Biographie
Avant d'entamer une carrière en politique provinciale, Muirhead siège au conseil municipal de la municipalité rurale de Craik No. 222 (en). Élu en 1978, il est réélu en 1982, 1986 et en 1991 et sert comme ministre dans le gouvernement de Grant Devine. Il ne se représente pas en 1995 à la suite d'allégation de fraude d'un montant d'environ 2 200$. Il meurt l'âge de 89 ans.